# Camera a ionizzazione

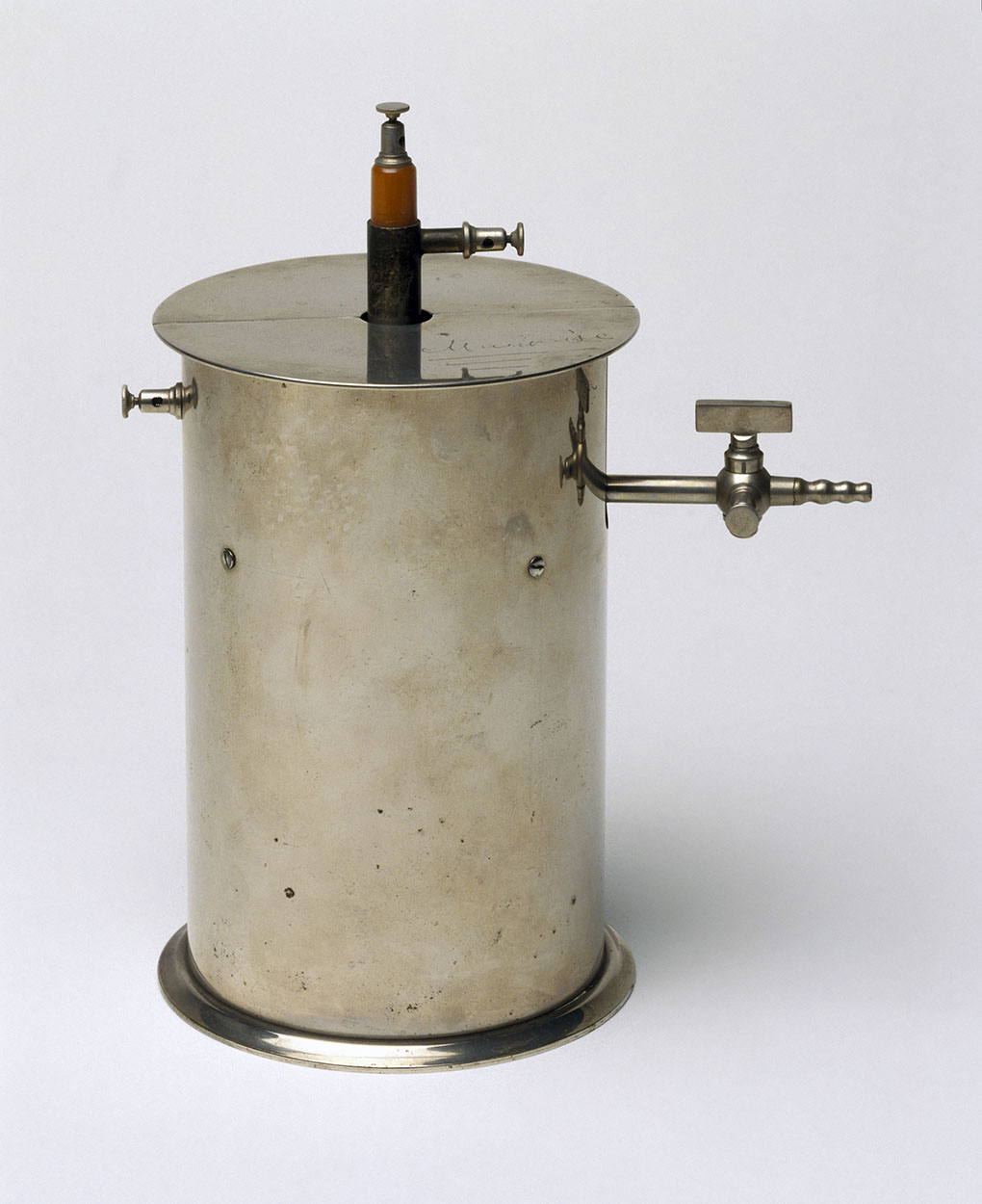
Camera a ionizzazione assemblata da Pierre Curie, ca. 1895-1900

Una camera a ionizzazione è un rivelatore di particelle a gas.
Il suo funzionamento si basa sulle seguenti osservazioni sperimentali: 
- quando una particella carica attraversa un gas ne provoca la ionizzazione, cioè trasforma le sue molecole che incontra in coppie di ioni.
- se il gas, inoltre, si trova in un campo elettrico (cioè tra due elettrodi), allora gli ioni e gli elettroni creati migrano verso gli elettrodi di segno opposto.

Tale dispositivo può funzionare in due modi:
1. come rivelatore integrale, cioè come misuratore della corrente che circola come effetto della scarica degli ioni sugli elettrodi (modalità corrente).
2. come rivelatore differenziale, cioè come contatore delle cariche che si formano nella camera di ionizzazione (modalità impulsata).

Concettualmente semplice, il dispositivo presenta particolarità costruttive diverse a seconda del tipo di radiazioni che deve rivelare. Ad esempio, poiché le particella α possono essere fermate da pareti molto sottili, è necessario porre la sorgente direttamente all'interno della camera stessa. Con le particelle β ed i raggi γ, più penetranti, si munisce, invece, l'apparecchio di una finestrella di entrata.
Le camere a ioni possono essere usate per misurare la quantità di gas Radon presente nell'aria. Una camera a ioni non richiede di usare basse pressioni e materiali speciali come un rivelatore Geiger. Per cui può essere costruita con tecniche "Fai da te".